# 88式戦車
88式戦車（88しきせんしゃ 88式主战坦克・ZTZ-88/WZ-122A）は、中国の戦車で、80式戦車の開発着手後に入手した技術情報を反映させるために80式戦車と平行する形で開発が進められ、80式戦車と同じ1988年に正式採用された。
80式戦車は輸出仕様だったのに対して88式戦車は主に国内仕様となった。NATO規格の83式105mm ライフル砲やイギリス製の射撃統制システム、西ドイツ製のエンジンなど積極的に西側諸国の技術を積極的に導入し、ある程度の発展を遂げるも、いわゆる第2世代戦車であり、際立った特徴の無い仕上がりとなった。

## 概要
車体・砲塔とも80式戦車と基本的に同じである。主砲は100mm砲からNATO規格オーストリア製105mm ライフル砲へ変更され、砲塔部には複合装甲も取付可能。発煙弾発射機も2発→4発へ増強した。
69式戦車で採用されていた580hp ディーゼルエンジンにスーパーチャージャーを装着した12150ZL 4ストロークV型12気筒ディーゼルエンジンを搭載。馬力は730hpと大幅に向上し、対重量比馬力は19.2hp/tとなった。
中国陸軍向けに1980年代後半から配備が進むも、登場時期の時点で時代遅れの存在であり、戦車先進国では既に第3世代戦車が主流となりつつあった。
1991年の湾岸戦争ではイラクに輸出した59式戦車や69式戦車が西側の第3世代戦車になすすべなく撃破され、世界における中国製戦車のブランドイメージは失墜した。中国自身も西側に対抗出来る新たな戦車開発の必要性に迫られ、1995年に約500両をもって生産を終了させた。
88式戦車は主力戦車としては短命だったが、中国の戦車開発技術の向上には多大な貢献を果たしたと言える。
|          | 99式                                           | 96式                                                    | 88式                                                    | 80式                                                    | 69/79式                                                   | 59式                                |
| -------- | ---------------------------------------------- | ------------------------------------------------------- | ------------------------------------------------------- | ------------------------------------------------------- | --------------------------------------------------------- | ----------------------------------- |
| 画像     |                                                |                                                         |                                                         |                                                         |                                                           |                                     |
| 世代     | 第3世代                                        | 第2.5世代                                               | 第2世代                                                 | 第2世代                                                 | 第1世代                                                   | 第1世代                             |
| 全長     | 11 m                                           | 10.65 m                                                 | 9.32 m                                                  | 9.32 m                                                  | 9.22 m                                                    | 9 m                                 |
| 全幅     | 3.4 m                                          | 3.3 m                                                   | 3.37 m                                                  | 3.37 m                                                  | 3.29 m                                                    | 3.27 m                              |
| 全高     | 2.4 m                                          | 2.3 m                                                   | 2.29 m                                                  | 2.29 m                                                  | 2.8 m                                                     | 3.27 m                              |
| 重量     | 54 t（99A式）                                  | 42.5 t                                                  | 38.5 t                                                  | 38 t                                                    | 36.5 / 37.5                                               | 36 t                                |
| 主砲     | 48口径125mm滑腔砲                              | 48口径125mm滑腔砲                                       | 51口径105mmライフル砲                                   | 51口径105mmライフル砲                                   | 56口径100mmライフル砲 (69式) 51口径105mmライフル砲 (79式) | 56口径100mmライフル砲               |
| 副武装   | 12.7mm重機関銃×1 7.62mm機関銃×1 対戦車ミサイル | 12.7mm重機関銃×1 7.62mm機関銃×1                         | 12.7mm重機関銃×1 7.62mm機関銃×1                         | 12.7mm重機関銃×1 7.62mm機関銃×1                         | 12.7mm重機関銃×1 7.62mm機関銃×1                           | 12.7mm重機関銃×1 7.62mm機関銃×1     |
| 装甲     | 複合+ERA                                       | 複合                                                    | 鋳造・溶接鋼板 (一部複合)                               | 鋳造・溶接鋼板                                          | 鋳造・溶接鋼板                                            | 鋳造・溶接鋼板                      |
| エンジン | 水冷4ストローク V型12気筒ディーゼル            | 液冷4ストローク V型12気筒スーパーチャージド・ディーゼル | 液冷4ストローク V型12気筒スーパーチャージド・ディーゼル | 液冷4ストローク V型12気筒スーパーチャージド・ディーゼル | 水冷4ストローク V型12気筒ディーゼル                       | 水冷4ストローク V型12気筒ディーゼル |
| 最大出力 | 1,200 hp 1,500 hp（A型）                       | 1,000 hp                                                | 730 hp                                                  | 730 hp                                                  | 580 hp                                                    | 520 hp                              |
| 最高速度 | 70 km/h                                        | 65 km/h                                                 | 57 km/h                                                 | 57 km/h                                                 | 50 km/h                                                   | 45 km/h                             |
| 懸架方式 | トーションバー                                 | トーションバー                                          | トーションバー                                          | トーションバー                                          | トーションバー                                            | トーションバー                      |
| 乗員数   | 3名                                            | 3名                                                     | 4名                                                     | 4名                                                     | 4名                                                       | 4名                                 |
| 装填方式 | 自動                                           | 自動                                                    | 手動                                                    | 手動                                                    | 手動                                                      | 手動                                |
| C4I      | 不明                                           | ×                                                       | ×                                                       | ×                                                       | ×                                                         | ×                                   |

## 武装
当初はNATOの標準規格であるL7系105mm ライフル砲のオーストリア版を搭載。より命中制度の高いイスラエル製射撃統制システムを装備した。88A式戦車以降は自国ライセンス生産版の83式105mm ライフル砲に変更。APFSDS弾・HEAT弾・HE弾など各種砲弾を発射可能。125mm滑腔砲を搭載した試作タイプも造られたと言われる。

## バリエーション
88式戦車

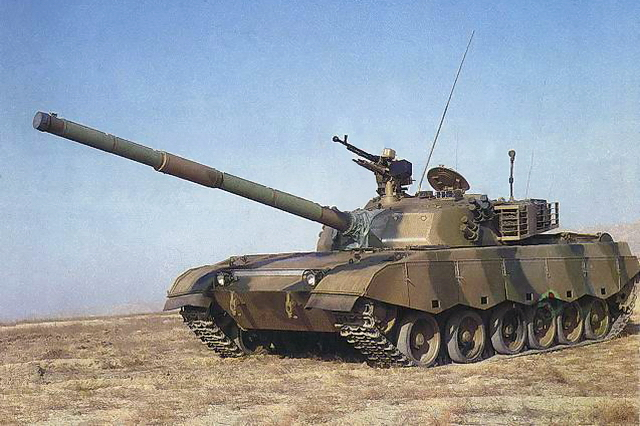
88式戦車をベースとして開発された85式戦車

当初は80-I式戦車と呼ばれた。ラバー素材のスカートを装着。新型の射撃統制システムなどを盛り込む。
88B式戦車
B型の名称ながらA型より先に配備される。自動装填装置を新たに搭載。新型105mm弾発射機能。ISFCS-212新型射撃統制システムを搭載し、88式の中で最も多く生産された。
88A式戦車
国産型の83A式58口径105mm ライフル砲を搭載。新型の2層型ERA（爆発反応装甲）を装備。
88C式戦車
別名を96式戦車という。99式戦車とハイローミックスのローとして安価で実用的な戦車として配備が進んでいる。